# هنري رولنسون
السير هنري كريزيك رولنسون (بالإنجليزية: Sir Henry Rawlinson, 1st Baronet)‏ (1810 - 1895 م) هو مستشرق إنكليزي.
وفق إلى حل رموز الكتابة المسمارية عام 1857 م. من آثاره: «موجز تاريخ أشور» Outline of the History of Assyria (عام 1852 م).

## روابط خارجية
- هنري رولنسون على موقع الموسوعة البريطانية (الإنجليزية)